# Ernst Gerlach
Ernst Gerlach, nemški rokometaš, * 19. marec 1947, Schönebeck.
Leta 1980 je na poletnih olimpijskih igrah v Moskvi v sestavi vzhodnonemške rokometne reprezentance osvojil zlato olimpijsko medaljo.